# چاه نواب (دلگان)
چاه نواب یا موتورملنگ روستایی در دهستان جلگه چاه هاشم بخش جلگه چاه هاشم شهرستان دلگان استان سیستان و بلوچستان ایران است.

## جمعیت
بر پایه سرشماری عمومی نفوس و مسکن در سال ۱۳۹۵ جمعیت این روستا ۱۵۴ نفر (۳۵خانوار) بوده‌است.